# Carmina Ordóñez
Carmen Cayetana Ordóñez González, més coneguda com a Carmina Ordóñez (Sevilla, 2 de maig de 1955 - Madrid, 23 de juliol de 2004) fou una de les reines de la premsa del cor espanyola. Tenia el renom de la divina per la seva més coneguda frase: "Estoy divinamente" (estic divinament).
Era filla del matador de bous Antonio Ordoñez. Es va casar amb el Paquirri amb qui va tenir dos fills, i més tard tingué un altre fill d'un altre matrimoni. Coneguda per la seva addicció a les drogues i les nombroses relacions sentimentals que mantingué, era protagonista habitual de reportatges en la premsa del cor, i col·laboradora en diversos programes de televisió de la mateixa temàtica. Es confessava catòlica, particularment devota de la Mare de Déu del Rocío, a la qual anava en romeria tots els anys convertint-se en el centre d'atenció, i també admiradora del toreig. Va morir de sobredosi a la banyera del seu domicili a Madrid.